# Mitsuru Matsui
Pour les articles homonymes, voir Matsui.
Mitsuru Matsui (松井 充, Matsui Mitsuru, né le 16 septembre 1961) est un cryptologue japonais et chercheur à Mitsubishi Electric. Lors d'études sur des codes correcteurs d'erreurs, Matsui découvre la cryptanalyse linéaire. Il s'inspire pour cela des travaux de Adi Shamir et Eli Biham qui avaient inventé la cryptanalyse différentielle trois ans auparavant. Ces deux techniques sont les plus connues pour attaquer des algorithmes de chiffrement symétrique par blocs. En 1994, Matsui montre comment une cryptanalyse sur DES est techniquement réalisable grâce à 12 ordinateurs qui travaillent pendant 50 jours d'affilée. Matsui est aussi l'auteur des méthodes de chiffrement MISTY1 et MISTY2. Il a également contribué à l'algorithme de chiffrement symétrique Camellia.